# Cornamusa – World of Pipe Rock and Irish Dance
Cornamusa – World of Pipe Rock and Irish Dance ist eine internationale Musik- und Tanzshow.

## Geschichte
Im Jahr 2012 entstand die Idee für dieses Musikprojekt. Dafür taten sich die Musiker der ehemaligen Band Cornamusa, allen voran Torsten Bähring und Peter Scheler, zusammen und entwickelten das Konzept der Show. Im Anschluss daran setzen sie dann mit den Choreographen der Irish Beats Dance Company Berlin, Nicole Ohnesorge und Gyula Glaser, dieses Konzept um. Anfangs klein gestartet (die erste Tour umfasste vier Konzerte), wuchs die Umsetzung der Idee im Laufe der Jahre immer weiter. Mehrere hundert Auftritte im deutschsprachigen Raum, aber auch Abstecher ins benachbarte Ausland kann das Team mittlerweile vorweisen. Zuschauerzahlen im insgesamt sechsstelligen Bereich und Auftritte in Häusern wie dem Gewandhaus in Leipzig. dem Tempodrom in Berlin oder auch der Jahrhunderthalle (Frankfurt am Main) in Frankfurt am Main zeugen von dem Erfolg der international besetzten Truppe. Auf der aktuell sechsten Tour geht es für zwei Wochen in die USA.

## Programm
Die Show besteht aus einer Mischung keltischer Musik und irischem Stepptanz. Jede Tour steht unter einem übergeordnetem, dem keltischen Sagenbereich zugeordneten Thema. Dieses Thema umspannt die gesamte Show. Coverstücke im passenden Gewand, aber in erster Linie eigene Kompositionen, formen die musikalische Untermalung der Umsetzung des Themas. Solonummern der Musiker, Stücke mit dem Fokus auf den Tänzern bis hin zu Titeln, bei denen das gesamte Ensemble die Bühne in ihrer kompletten Größe ausnutzt, wechseln sich ab. Das musikalische Programm wird von den beiden Produzenten Peter Scheler und Torsten Bähring verantwortet, während die beiden Choreographen Nicole Ohnesorge und Gyula Glaser für die tänzerischen Darbietungen verantwortlich sind.

## Kritik
- Rezension im Göttinger Tagblatt vom 29.01.2018
- Konzertbericht in der Kölnischen Rundschau vom 4.12.2016

## Diskografie
Alben
- World of Pipe Rock and Irish Dance - Part One (CD)
- World of Pipe Rock and Irish Dance - Part Two (CD)
- World of Pipe Rock and Irish Dance - Part Three (CD)

## TV-Auftritte
- MDR
- RBB